# Bandeira de Tomsk
A Bandeira de Tomsk é um dos símbolos oficiais do Oblast de Tomsk, uma subdivisão da Federação russa. Foi adotada em 29 de maio de 1997 através da lei regional n° 463 que trata sobre "O emblema e a bandeira do Óblast Tomsk".

## Descrição
Seu desenho consiste em um retângulo retângulo de cor branca nas proporções largura-comprimento de 2:3. No centro está a imagem do brasão de armas de Tomsk com o tamanho de aproximadamente 1/3 de sua área.

## Simbolismo
O branco e verde da bandeira e do emblema são as cores tradicionais Sibéria: verde simboliza a mata e o branco a neve.